# Ефект Снука
Ефект Снука — це один із можливих механізмів внутрішнього тертя, як вияву непружної поведінки кристалічних матеріалів. Він був відкритий нідерландським фізиком Я. Л. Снуком (Сноеком в англомовній вимові) в 1941 році.

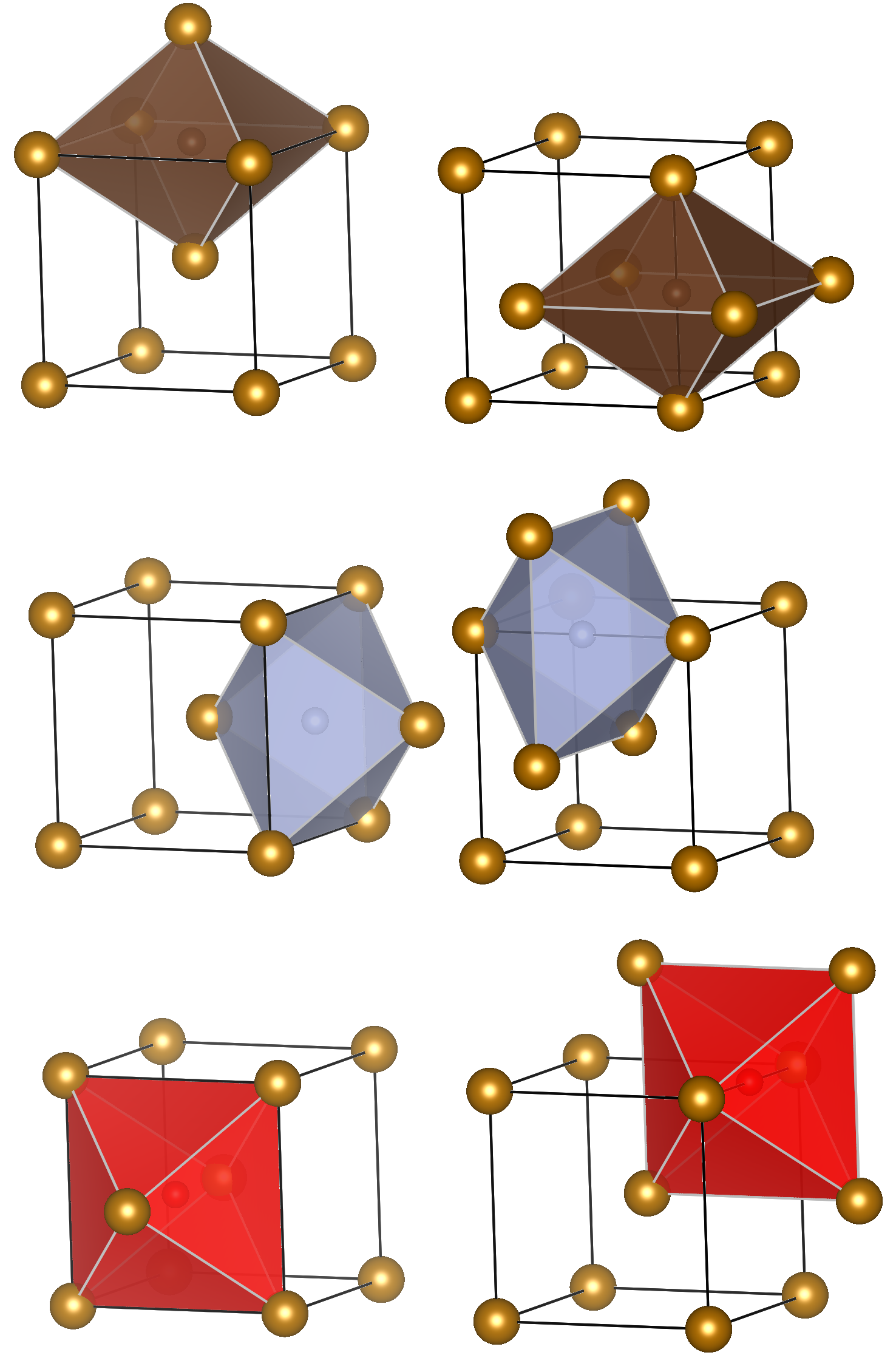
Схема розташування октаедричних пор в ОЦК ґратці

Ефект спричиняється дифузійним локальним упорядкуванням домішкових атомів проникнення (міжвузлових) в металах з кристалічною ґраткою А2 (ОЦК- об'ємноцентрованою кубічною), наприклад у фериті атоми вуглецю, азоту. Перед навантаженням домішкові атоми займають октаедричні пори. Кожен із цих атомів, розташовуючись в октаедричній порі на середині ребра куба елементарної комірки, створює тетрагональне спотворення вздовж ребра. Оскільки атоми домішок розподілені статистично рівномірно, то ґратка розчинника (твердого розчину) в цілому залишається кубічною.
Під дією прикладеного зовнішнього напруження вздовж однієї із осей, відбудеться миттєва пружна деформація (εпр) і ґратка набуде в цьому напрямку тетрагональності. Позиції домішкових міжвузлових атомів на ребрах куба перестануть бути рівнозначними, і тому вони намагатимуться покинути стиснуті ребра і перейти на розтягнуті. Цим спричиниться додаткова непружна деформація (εнпр) ґратки в напрямку дії навантаження. Такий впорядкований перехід міжвузлових атомів відбувається в часі і залежить від їх дифузійної рухливості та відстані переходу. Анімація цього переходу представлена на відео-файлі зліва. При розвантаженні відбувається обернений перерозподіл атомів. Такий механізм відставання загальної деформації від навантаження спричиняє розсіювання (дисипацію) частини механічної енергії з перетворенням її в теплову. Цей вияв внутрішнього тертя має релаксаційний характер.
Ефект Снука має виражену анізотропію: він максимальний при навантаженнях, які співпадають з напрямком [100], і зникає при навантаженнях в напрямку [111].
Величина внутрішнього тертя від ефекта Снука залежить від частоти навантаження-розвантаження, температури, концентрації домішкових атомів у твердому розчині. На кривій температурної залежності ефект проявляється з максимальною інтенсивністю у вигляді піка Снука в певному діапазоні температур. За вищих температур теплові рухи домішкових атомів настільки інтенсивні, що збурюють упорядкування атомів і ефект Снука не проявляється. За нижчих температур внаслідок малої дифузійної рухливості атомів процес локального перерозподілу настільки затримується, що ефект також не проявляється.
У даний час термін «ефект Снука» поширюється на явища релаксації, пов'язані з перерозподілом розчинених атомів в будь-якій кристалічній або навіть в аморфній структурі.